# Luka Mezgec
Luka Mezgec (Kranj, 27 de junho de 1988) é um ciclista profissional esloveno que desde 2016 é membro da equipa australiana Team Jayco AlUla.

## Biografia
Luka Mezgec ganhou em 2009 a corrida de um dia Vzpon na Mohor, uma corrida nacional disputadas por amadoras em Eslovénia. Em 2010, Mezgec alinhou pela equipa continental eslovena Zheroquadro Radenska. No seu primeiro ano nesta equipa ganhou a Coupe des Nations Ville Saguenay, uma das provas da Copa das Nações UCI sem ganhar nenhuma etapa, sucedendo assim ao francês Johan Le Bon. Participou desta maneira na vitória da Eslovénia na classificação final da Copa das Nações UCI. Participou no Campeonato Mundial de Ciclismo em Estrada de 2010 onde acabou 91.º na categoria sub-23.
Em 2011, alinhou pela equipa Sava, equipa eslovena de categoria continental.
Luka Mezgec trabalhou nas fileiras dos conjunto neerlandês UCI ProTeam Argos-Shimano para a temporada de 2013. Em sua primeira temporada com o Argos estreia no Giro d'Italia em onde chegou em terceiro lugar em três etapas.

## Palmarés
- 2010
  - Coupe des Nations Ville Saguenay

- 2011
  - 1 etapa do Istrian Spring Trophy
  - Memorial Henryka Lasaka

- 2012
  - 1 etapa dos Cinco Anéis de Moscovo
  - 5 etapas da Volta ao Lago Qinghai

- 2013
  - 1 etapa do Tour de Pequim

- 2014
  - Handzame Classic
  - 3 etapas da Volta à Catalunha
  - 1 etapa do Giro d'Italia
  - 2.º no Campeonato da Eslovénia em Estrada 
  - 1 etapa do Tour de Pequim

- 2015
  - 1 etapa do Tour du Haut-Var

- 2016
  - 2.º no Campeonato da Eslovénia em Estrada

- 2017
  - 1 etapa do Volta à Eslovénia
  - Campeonato da Eslovénia em Estrada  
  - Veenendaal Veenendaal Classic

- 2019
  - 1 etapa do Volta à Eslovénia
  - 2 etapas da Volta à Polónia

- 2021
  - 3.º no Campeonato da Eslovénia em Estrada

- 2022
  - 3.º no Campeonato da Eslovénia em Estrada

- 2023
  - 2.º no Campeonato da Eslovénia em Estrada

## Resultados em Grandes Voltas e Campeonatos do Mundo
| Corrida            | Corrida            | 2010 | 2011 | 2012 | 2013  | 2014  | 2015  | 2016 | 2017  | 2018  | 2019 | 2020 | 2021  | 2022  | 2023  |
| ------------------ | ------------------ | ---- | ---- | ---- | ----- | ----- | ----- | ---- | ----- | ----- | ---- | ---- | ----- | ----- | ----- |
|                    | Giro d'Italia      | —    | —    | —    | 123.º | 136.º | 138.º | Ab.  | 107.º | —     | —    | —    | —     | —     | —     |
|                    | Tour de France     | —    | —    | —    | —     | —     | —     | —    | —     | —     | —    | 88.º | 102.º | 100.º | 112.º |
|                    | Volta a Espanha    | —    | —    | —    | —     | —     | 108.º | —    | —     | 141.º | Ab.  | —    | 109.º | —     | —     |
| Mundial em Estrada | Mundial em Estrada | —    | —    | Ab.  | —     | Ab.   | 48.º  | Ab.  | 92.º  | —     | —    | Ab.  | 30.º  | —     | Ab.   |

—: não participa

Ab.: abandono

## Equipas
- Radenska (2010)
  - Sava (2011-2012)
- Argos/Giant (2013-2015)
  - Team Argos-Shimano (2013)
  - Team Giant-Shimano (2014)
  - Team Giant-Alpecin (2015)
- Orica/Mitchelton/BikeExchange/Jayco (2016-)
  - Orica-GreenEDGE (2016)
  - Orica-BikeExchange (2016)
  - Orica-Scott (2017)
  - Mitchelton-Scott (2018-2020)
  - Team BikeExchange (2021)
  - Team BikeExchange-Jayco (2022)
  - Team Jayco AlUla (2023-)